# Erythemis plebeja
Erythemis plebeja es una libélula de la familia de las libélulas rayadoras (Libellulidae). Es una especie abundante y de amplia distribución, con poblaciones en crecimiento.

## Nombre común
- Español: libélula.

## Clasificación y descripción de la especie
El género Erythemis se compone de 10 especies de distribución neotropical. Los miembros de este grupo son de tamaño moderado y presentan una gran variedad de apariencias entre las diferentes especies y entre individuos de la misma especie con diferentes edades. Una característica exclusiva del género es la presencia de 3-4 espinas largas y gruesas en el 0.5 distal de los metafémures junto con numerosas espinas cortas y delgadas en el 0.5 basal. Los individuos son negros. Las alas posteriores tienen una pequeña mancha negra basal; los segmentos abdominales 1-3 son café claro; los segmentos 4-7 tienen anillos café claro; en individuos maduros, el  abdomen se vuelve negro.

## Distribución de la especie
Ocurre en Sudamérica, las Antillas, Mesoamérica y dos estados de E.U.A..

## Ambiente terrestre
Esta especie se encuentra en estanques, pantanos y humedales abiertos de todos tamaños, en orillas de lagos y canales e incluso en charcas temporales.

## Estado de conservación
La Unión Internacional para la Conservación de la Naturaleza (UICN) la considera bajo la categoría de amenaza de Preocupación menor (LC).